# Channel 5 (Vereinigtes Königreich)
Channel 5 ist ein britischer Fernsehsender, der im Jahr 1997 auf Sendung ging. Er befand sich bis 2010 im Besitz der RTL Group und wurde danach an das britische Medienunternehmen Northern & Shell verkauft. 2013 betrug der Marktanteil 4,0 Prozent. Am 1. Mai 2014 erfolgte die Zustimmung, dass Channel 5 für £450 Millionen (rund 567,4 Millionen €) an Viacom verkauft wird. Dieser hat den Sender in die Unternehmensgruppe Viacom International Media Networks eingegliedert – genauer in die London-basierte Operationseinheit Viacom International Media Networks für das Vereinigte Königreich, Irland, Australien, Neuseeland, Russland und die Mittel- und osteuropäischen Länder.

## Empfang
Channel 5 sendet seit Beginn auf einer terrestrischen Senderkette, die in weiten Teilen des Vereinigten Königreiches zu empfangen ist. Diese Kette wurde erst in den 1990er Jahren aus letzten „Frequenzresten“ zusammengefügt und hatte daher nicht die gleiche Reichweite wie die vier älteren Frequenzketten, auf denen BBC One, BBC Two, ITV 1 und Channel 4 sendeten. 
Diese Restfrequenzen lagen größtenteils im Bereich des damals in Westeuropa für den RF-Ausgang des Videorekorders vorgesehenen UHF-Kanals 36. Channel 5 musste auf seine Kosten dafür Sorge tragen, dass je nach Wunsch der betreffenden Person der Kanal des Videorekorders umgestellt wurde oder durch einen Filter der Empfang von Channel 5 unmöglich gemacht wurde. 
Unter anderem in Teilen Südenglands und Schottlands war die Abdeckung schlecht. Analogfernsehen wurde in Großbritannien zwischen 2008 und 2012 eingestellt und nach der Analogabschaltung hat Channel 5 eine gleiche Abdeckung wie BBC One, Two, ITV 1 und Channel 4 erreicht. Bis zu 99,4 % aller Haushalte in Großbritannien können Channel 5 per DVB-T empfangen. Zudem ist ein Empfang über Kabel und Astra 28,2° Ost möglich. Neben den Timeshift-Versionen 5 +1 und 5 +24 ist der Sender darüber hinaus auch in HD empfangbar.
Der Sendestart wurde von einer massiven Werbekampagne mit den Spice Girls begleitet.
Der Sender hat traditionell die schlechtesten Einschaltquoten unter den fünf historischen Programmen, erzielt aber seit der Übernahme des Formats Big Brother von Channel 4 mit dieser Sendung teilweise große Aufmerksamkeit.

## Cornerlogo
Channel 5 sendete von Beginn an mit einem sogenannten „Cornerlogo“, also der in Deutschland üblichen Senderkennung in einer Ecke des Bildschirms. Dies war bis dahin in Großbritannien unüblich und die größten Konkurrenten führten auch in der Folgezeit nach Zuschauerprotesten keine permanent eingeblendeten Logos ein.

Erstes Logo (30. März 1997 – 16. September 2002)
Zweites Logo (16. September 2002 – 6. Oktober 2008)
Drittes Logo (6. Oktober 2008 – 14. Februar 2011)
Viertes Logo (14. Februar 2011 – 11. Februar 2016)

## Ableger

### 5Star
Am 15. Oktober 2006 startete unter dem Namen five life der erste Ableger von Channel 5, der unter anderem Sendungen wie The Ellen DeGeneres Show ausstrahlte und sprach mit dieser und anderen Sendungen vor allem eine weibliche Zielgruppe an. Geplant war für den Sender die Bezeichnung five.2.
Am 28. April 2008 wurde um 6:00 Uhr aus five life fiver. Das Programm wurde überarbeitet, es wurden unter anderem auch Wiederholungen von Sex and the City ins Programm genommen.
Am 7. März 2011 wurde dann aus fiver 5*. Die Sendezeit wurde auf 13:00 bis 0:00 Uhr beschränkt, in der restlichen Zeit werden Teleshopping-Fenster gezeigt. Der ehemals als Timeshift-Version gestartete Sender 5* +1 wurde am 3. Februar 2014 durch Channel 5 +24 ersetzt. Seit dem 16. September 2014 wird die zeitversetzte Variante aber zusätzlich wieder angeboten.

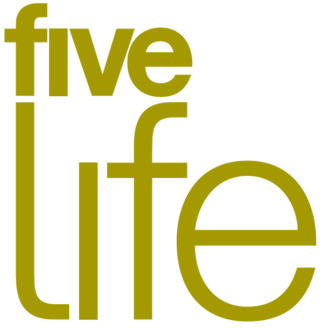
Logo von five life (15. Oktober 2006 – 27. April 2008)
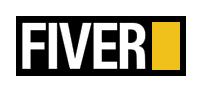
Erstes Logo von fiver (28. April 2008 – 6. Oktober 2008)
Zweites Logo von fiver (7. Oktober 2008 – 6. März 2011)
Logo von 5* (7. März 2011 – 11. Februar 2016)

### 5USA
Am 16. Oktober 2006 startete unter dem Namen five US der erste Ableger von Channel 5, geplant war für den Sender die Bezeichnung five.3. Am 16. Februar 2009 wurde der Sender zu five USA, am 7. März 2011 zu 5USA. Eine Timeshift-Version (5USA +1) existiert ebenfalls.

Logo von five USA (16. Februar 2009 – 6. März 2011)
Logo von 5USA (7. März 2011 – 11. Februar 2016)